# San Ysidro Mountains
Die San Ysidro Mountains sind eine zum größten Teil in Südkalifornien liegende Bergkette mit einem kleinen Flächenanteil, der sich bis nach Baja California in Mexiko erstreckt. Den Hauptanteil der Kette bilden die Otay Mountains, mit der höchsten Erhebung der Kette, dem 1064 m hohen Otay Mountain, sowie die Jamul Mountains.